# Naomi Klein

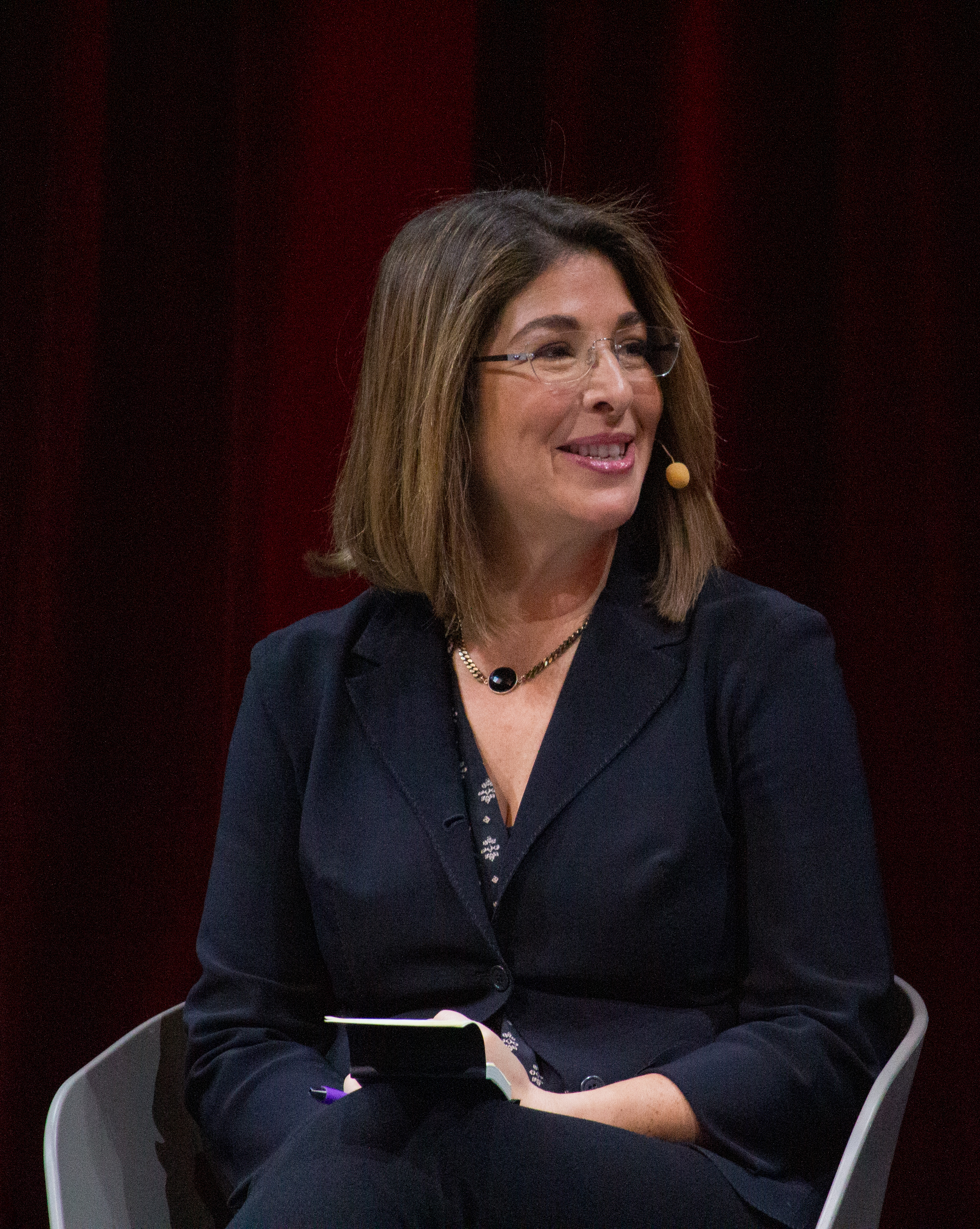
Naomi Klein, 2017

Naomi Klein (Montreal (Quebec), 8 mei 1970) is een Canadese journalist, publicist en politiek activist. Haar allereerste boek No Logo - verschenen in 2000 - dat verhaalt over de grote macht van multinationals maakte haar direct wereldberoemd. Ze geldt als een van de boegbeelden van de beweging die zich verzet tegen de vermeende dominantie van het neoliberalisme.

## Biografie
Naomi Klein komt uit een Joods-Amerikaanse familie. Ze is de dochter van vredesactivisten die in 1967, uit protest tegen de oorlog in Vietnam, naar Montreal verhuisden. Net als de meeste tieners was ze vaak te vinden in malls en was ze, naar eigen zeggen, "volledig gefixeerd op producten van beroemde ontwerpers." Dit veranderde toen haar moeder een beroerte kreeg, waardoor zij ernstig gehandicapt raakte. Naomi, 17 jaar oud, zorgde een jaar voor haar moeder in plaats van te gaan studeren aan de universiteit van Toronto. In deze periode veranderde haar blik op de wereld. Haar grootvader was marxist en vakbondsactivist en als kind werd ze aangemoedigd een eigen mening te vormen. Gaandeweg werd ze zich bewust van de al maar toenemende consumptiecultuur van de jaren tachtig, waar zij zelf zo volop aan meedeed.
Klein begon haar schrijverscarrière met bijdragen aan The Varsity, een studentenblad van de Universiteit van Toronto. Ze zegt dat ze het feminisme ontdekte door het Bloedbad aan de École Polytechnique dat Marc Lépine aanrichtte in 1989 onder vrouwelijke ingenieursstudenten, alleen om het feit dat ze vrouw waren. Ze werd prompt feminist en activist.
Haar journalistieke carrière kreeg een vervolg in bijdragen voor The Nation, In These Times, The Globe and Mail, This Magazine, Harper's Magazine en The Guardian. Ze is getrouwd met de documentaire filmmaker Avi Lewis en woont in Toronto.

## Publicaties

### No Logo
In 2000, een maand nadat de bijeenkomst van de WTO door betogingen in Seattle lamgelegd werd,
publiceerde Klein het boek No Logo. Dit boek werd een manifest voor de antiglobaliseringsbeweging. Het boek hekelt de negatieve invloed van de merkgerichte consumptiecultuur door de werkwijze te beschrijven van grote bedrijven die alleen maar proberen hun producten verkopen en, volgens Klein, van mensen levende reclamepanelen te maken.
Werknemers uit de armste landen worden, volgens haar, door dezelfde bedrijven dikwijls uitgebuit om hun winst te vergroten. Zij richtte zich met name op Nike. Hierop plaatste het bedrijf een reactie waarin het stelt dat Klein de vooruitgang in arbeidsomstandigheden die het bedrijf zelf meende te hebben geboekt, negeerde. Nike benadrukte tevens dat "de lonen die het betaalde in ontwikkelingslanden eerlijk waren, omdat deze voldeden aan lokale normen."
No Logo doet ook verslag van de wijze waarop de grote merknamen, de corporate superbrands, beslag begonnen te leggen op de publieke ruimte. Het boek had een polemische ondertitel: Mega merken op de korrel en werd toegejuicht als een mengeling van radicale journalistiek en een oproep tot verzet. In vier hoofdstukken – Geen ruimte, Geen keuze, Geen banen en ten slotte Geen logo – beschreef Klein de negatieve effecten van het merkgerichte bedrijfsleven en het conflict dat hierdoor ontstond tussen de overmacht van grote bedrijven en de persoonlijke identiteit.
Het boek was niet zozeer gericht tegen de globalisering. Klein beoogde ermee een hervorming van het internationale bedrijfsleven en tegelijkertijd was het boek een aanklacht tegen het kapitalistische systeem. The Observer noemde Naomi Klein "ziedend van intelligente boosheid."
Met de publicatie van No Logo werd ze ingehaald als een vurige bezorger van een nieuwe, radicale cultuur die het consumentisme voorbij was. Zoals de Amerikaanse feministe Gloria Steinem het verwoordde: "Net toen we dachten dat multinationals en de consumptiedrift niet te bestrijden waren, was daar opeens Naomi Klein met de ware feiten, strijdlust en nieuws over activisten die al een tijd succesvol bezig waren."
Jaren later constateert ze zelf dat het fenomeen branding management niet meer uit te bannen is. "Ook president Obama heeft zich tot een merk ontwikkeld. De eerste keer dat ik zijn Yes We Can-video zag, geproduceerd door Black Eyed Peas-frontman will.i.am, met beroemdheden die spraken en zongen over een Martin Luther King-achtige toespraak van Obama, dacht ik: eindelijk, een politicus met commercials zo cool als Nike."
Wie No Logo simpelweg leest als een aanklacht tegen merken of globalisering zal concluderen dat Naomi Klein het heeft afgelegd tegen de merken. Maar het is óók een verhaal over mensen die zich inzetten voor democratie aan de basis, voor kleinschaligheid, cultuur en milieu, voor een samenleving waarin de mens centraal staat.

### Fences and Windows
In 2002 publiceerde Klein Fences and Windows, een verzameling artikelen en toespraken, door haar betiteld als "Berichten vanaf de frontlijnen van het globaliseringsdebat".

### The Shock Doctrine

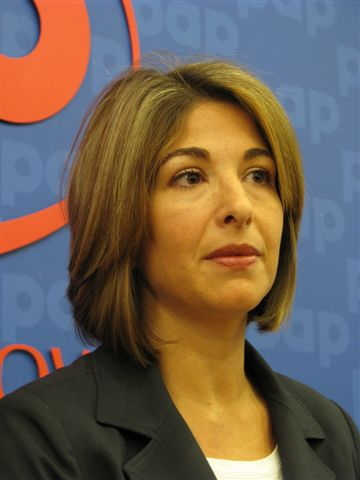
Klein in 2008

In 2007 publiceerde Klein De shockdoctrine, de opkomst van rampenkapitalisme dat zich keert tegen het vrijemarktdenken. Landen, waar in tijden van crisis of (denkbeeldig) gevaar van buitenaf bedrijven in een hoog tempo geprivatiseerd worden. Politici die profiteren door "meedogenloze, onpopulaire" maatregelen te nemen. Ze noemt het creatieve destructie.
Klein beschrijft ook de werkwijze van het IMF en WHO als "rampenkapitalisme",
toedieners van een bitter medicijn, waardoor bijvoorbeeld de gezondheidszorg en pensioenen in elkaar storten. Ook in China ziet ze, door het ver doorgevoerde vrijemarktdenken, de grote economische ongelijkheid groeien. Volgens haar komt de sociale stabiliteit hierdoor in gevaar. Ze noteert dat er in China in 2005 "85.000 vormen van burgerprotest tegen de overheid te zien waren."
De Zweedse activist Johan Norberg, voorstander van de globalisering, bekritiseert The Shock Doctrine. Hij verwijt Klein dat zij veel landen over één kam scheert. Niet alleen China heeft haar markt geliberaliseerd; veel landen hebben, geheel vrijwillig, hun markten opengegooid. Ook vindt Norberg dat Klein de persoon van Milton Friedman (de geestelijke vader van het vrijemarktdenken) te veel demoniseert.

### This Changes Everything
Na 2009 verlegde ze haar focus naar het milieu, met name de klimaatverandering. Dit resulteerde in 2014 in haar vierde boek This Changes Everything: Capitalism vs. the Climate (Nederlandse titel: No time: verander nu, voor het klimaat alles verandert). Hierin stelt ze dat het neoliberale vrijemarktdenken serieuze hervormingen met betrekking tot het klimaat en het milieu blokkeert. De gelijknamige film kwam uit in 2015. Klein betoogt dat de klimaatcrisis juist economische en politieke verandering kan aanjagen. De Occupybeweging zou zich, volgens haar, moeten aansluiten bij de milieubeweging.
Toen Donald Trump op 9 november 2016 tot president van de Verenigde Staten werd gekozen, riep Klein op tot economische sancties tegen de VS, wanneer Trump zich niet aan de akkoorden gesloten tijdens de klimaatconferentie van Parijs zou houden.

### No Is Not Enough
In juni 2017 verscheen het vijfde boek van Naomi Klein, No Is Not Enough. Het gaat over de verkiezing van Donald Trump als logisch gevolg van branding. Trump is de personificatie van één man met één merk; zijn vrouw en kinderen zijn een spin-off van dit merk, aldus Klein.

### On Fire: The (Burning) Case for a Green New Deal
Haar boek On Fire: The (Burning) Case for a Green New Deal verscheen in 2019. On Fire is de opvolger van This changes everything (2014) en Klein beschrijft de gevolgen van de klimaatcrisis, zoals deze nu, vijf jaar later, zichtbaar zijn. Ze wijst op de grote groepen migranten die over de wereld trekken. Door de opwarming van de aarde, zijn deze mensen gedwongen stad en land te verlaten. De ecologische crisis is daarmee een aanjager van haat en geweld in de wereld. Klein noemt als voorbeeld de Aanslagen in Christchurch op 15 maart 2019. De aanslagpleger was bezeten door de angst voor een genocide op de blanken, door de groeiende aanwezigheid van niet-witte bevolkingsgroepen in Nieuw-Zeeland.
De klimaatcrisis, zegt Klein, is mede veroorzaakt door de ongelijke verdeling van welvaart in de maatschappij. Bijna vijftig procent van de mondiale uitstoot wordt geproduceerd door de rijkste 10 procent van de wereldbevolking, en de rijkste 20 procent is verantwoordelijk voor 70 procent van de uitstoot. Ze constateert dat links zich tot nu toe te veel heeft bezig gehouden met een eerlijke verdeling van de welvaart en te weinig  met de grenzen aan de economische groei en consumptie. In dit opzicht betoont ze zich positief over de beleidsplannen van Democratische presidentskandidaten, zoals Bernie Sanders en Elizabeth Warren, die voorstander zijn van de Green New Deal. Klein spreek haar steun uit voor de jongeren, zoals Greta Thunberg, die klimaatmarsen organiseren, want, zo schrijft ze in The Guardian: "Deze generatie heeft één ding gemeen, waar ze ook wonen: ze zijn de eersten voor wie de klimaatverandering op wereldwijde schaal geen bedreiging voor de toekomst vormt, maar een dagelijkse realiteit is."
In On Fire schrijft Klein dat het vrijemarkt kapitalisme mede de oorzaak is van de klimaatcrisis en dat de economie volledig op de schop moet om verdere rampen te voorkomen. Een herschikking van de openbare uitgaven, niet alleen op het gebied van energie en duurzaamheid, maar er moet ook meer geld naar de gezondheidszorg en het onderwijs. Net als bij haar eerdere boeken krijgt Klein het verwijt dat zij, in dit geval bij het klimaat, een soort rampensocialisme bedrijft.  

### Doppelganger
In haar laatste boek Doppelganger verdiept Klein zich in de persoon, met wie ze vaak verward wordt in de sociale media, Naomi Wolf. Ooit een radicale feministe, maar later een anti-vaxxer. Tijdens de corona epidemie vergeleek Wolf mensen die weigerden om zich te laten vaccineren met de Joden tijdens de Holocaust. Ook is zij regelmatig te gast in uitzendingen van extreem rechtse personen als Steve Bannon. Veel uitspraken van Wolf werden aan Naomi Klein toegeschreven.
Klein verdiepte zich in de spiegelwereld van complotdenkers en dook in hun online verhalen. Volgens The New York Times gaf Klein niet toe aan de verleiding om  "deze bewoners van een parallelle samenleving weg te zetten als zonderlingen."

Ze onderzoekt ook haar eigen overtuigingen en die van andere liberale denkers, omdat ze gelooft dat beide kanten geen werkelijk oog en oor voor elkaar hebben. Mensen beperken tot hun ras, gender en privileges doen hun geen recht. Evenmin als arbeiders betitelen als  prooi van de kapitalistische samenleving.
Haar bezwaar tegen complotdenkers is dat zij zich op verkeerde feiten baseren. Maar hun onderliggende gevoelens begrijpt ze wel, want anders zou hun beweging niet zo groot zijn geworden en invloed hebben op de politiek.

## Vertalingen
- No logo: geen ruimte geen keuze geen werk: de strijd tegen de dwang van de wereldmerken, uitgeverij Lemniscaat, 2000, ISBN 9056373889
- Dagboek van een activiste: van Seattle tot 11 september en daarna, uitgeverij Lemniscaat, 2002, ISBN 9789056374440
- De shockdoctrine. De opkomst van rampenkapitalisme, uitgeverij De Geus, 2007, ISBN 9789044509182
- No time: verander nu, voor het klimaat alles verandert, uitgeverij De Geus, 2014, ISBN 9789044533767
- Brand! Een vurig pleidooi voor een nieuwe groene politiek, uitgeverij De Geus, september 2019, ISBN 9789044542257
- Hoe je ALLES kunt veranderen, uitgeverij Lemniscaat, 2021, ISBN 9789047713388
- Dubbelganger, een reis naar de spiegelwereld, uitgeverij De Geus, september 2023, ISBN 9789044549126

## Artikelen
Behalve boeken heeft Naomi Klein ook veel artikelen in tijdschriften op haar naam staan. Ze publiceerde onder meer in Harper's Magazine (in 2004), in New Statesman (in 2013), in The Nation (in 2011 en 2017), in The New Yorker (in 2015) en in The Guardian (in 2016).
Sinds 2017 levert ze regelmatig bijdragen aan The Intercept. Zo schreef ze in 2020 over de "Screen New Deal", de poging van (zeer) grote spelers in de digitale wereld om tijdens de coronacrisis hun winsten te vergroten en de democratie uit te hollen.